# Todos Santos
Todos Santosⓘ – meksykańskie miasteczko położone w stanie Kalifornia Dolna Południowa, 3 km od wybrzeży Oceanu Spokojnego, 81 km od stolicy stanu – La Paz, będącego jednocześnie siedzibą gminy o tej samej nazwie, oraz 75 km na północ od miasta Cabo San Lucas.
Korzystne warunki klimatyczne sprawiły, że uprawia się tutaj wiele gatunków drzew i krzewów owocowych, takich jak mango, papaja, awokado. Charakterystyczną cechą jest występowanie licznych palm, co znacząco odróżnia krajobraz Todos Santos od reszty stanu, gdzie dominują kserofity. W pobliżu Todos Santos znajduje się wiele plaż San Pedrito, Los Cerritos, Los Esteros, Punta Lobos, La Poza y Batequitos, które znane są z dogodnych warunków do uprawiania surfingu.

## Aktualnie
Todos Santos jest kolebką wielu utalentowanych pisarzy, rzeźbiarzy, rzemieślników oraz poetów. Pod koniec lat dziewięćdziesiątych miasto zostało okrzyknięte przez malarzy oraz pisarzy amerykańskich miejscem wymarzonego odpoczynku, wielu z nich obecnie posiada tu swoje rezydencje. Aktualnie w miasteczku mieści się ponad dwadzieścia galerii sztuk oraz wielka liczba typowych meksykańskich sklepików z wyrobami rzemieślniczymi i pamiątkami.
Bardzo ważną atrakcją turystyczną jest znajdujący się w miasteczku Hotel California. Legenda głosi, że był on inspiracją dla grupy The Eagles do napisania słynnej piosenki w 1976 roku.
W ostatnich latach widoczny jest duży napływ imigrantów, szczególnie amerykańskich i kanadyjskich. Obecność tych dwóch nacji doprowadziła do wielu zmian w życiu oraz tradycjach lokalnych. Zauważa się przede wszystkich ruch na rynku nieruchomości.
W pierwszym tygodniu lutego obchodzony jest Festiwal Sztuki. Przegląd kina, wystawy sztuki, spektakle, konkursy poezji oraz koncerty na wolnym powietrzu to główne atrakcje tego festiwalu.